# Organometalna hemija
Organometalna hemija se bavi izučavanjem hemijskih jedinjenja koja sadrže veze između ugljenika i metala. Pošto postoje mnoga slična jedinjenja bez takvih veza, alternativna definicija može da bude: jedinjenja koja sadrže metal-element veze pretežno kovalentnog karaktera. Organometalna hemija kombinuje aspekte neorganske hemije i organske hemije. Organometalna jedinjenja su širokoj upotrebi kao homogeni katalizatori.

## Organometalna jedinjenja
Organometalna jedinjenja se imenuju koristeći prefiks „organo-“ (npr. organopaladijumska jedinjenja) i obuhvataju sva jedinjenja koja sadrže vezu između atoma metala i atoma ugljenika organil grupe. Pored tradicionalnih metala (alkalni metali, zemnoalkalni metali, prelazni metali i posttranzicionii metali), lantanidi, aktinidi, polumetali i elementi bor, silicijum, arsen i selen, smatra se da formiraju organometalna jedinjenja. Primeri organometalnih jedinjenja uključuju Gilmanove reagense koji sadrže litijum i bakar i Grinjarove reagense koji sadrže magnezijum. Tetrakarbonil nikl i ferocen su primeri organometalnih jedinjenja koja sadrže prelazne metale. Drugi primeri organometalnih jedinjenja uključuju organolitijumova jedinjenja kao što su n-butillitijum (n-BuLi), organocinkova jedinjenja kao što je dietilcink, organokalajna jedinjenja kao što je tributilkalaj hidrid, organoborna jedinjenja kao što je trietilboran i organoaluminijum jedinjenja kao što je trimetilaluminijum.
Prirodni organometalni kompleks je metilkobalamin (oblik vitamina B12), koji sadrži kobalt-metil vezu. Ovaj kompleks, zajedno sa drugim biološki relevantnim kompleksima, često se raspravlja u okviru podoblasti bioorganometalne hemije.
- Reprezentativna organometalna jedinjenja
- Ferocen je arhetipski kompleks organskog gvožđa. To je na vazduhu stabilno jedinjenje koje može da sublimira.
- Kobaltocen je strukturni analog ferocena, ali je veoma reaktivan prema vazduhu.
- Tris(trifenilfosfin)rodijum karbonil hidrid se koristi u komercijalnoj proizvodnji mnogih mirisa na bazi aldehida.
- Zejseova so je primer kompleksa prelaznog metala i alkena.
- Trimetilaluminijum je organometalno jedinjenje sa premošćujućom metil grupom. To se koristi se u industrijskoj proizvodnji nekih alkohola.
- Dimetilcink ima linearnu koordinaciju. To je isparljiva piroforna tečnost koja se koristi u pripremi poluprovodnih filmova.
- Litijum difenilkuprat bis (dietil eterat) je primer Gilmanovog reagensa, vrste organobakarnog kompleksa koji se često koristi u organskoj sintezi.
- Adenozilkobalamin je kofaktor potreban za nekoliko ključnih enzimskih reakcija koje se odvijaju u ljudskom telu. To je redak primer metalnog (kobaltnog) alkila u biologiji.
- Gvožđe(0) pentakarbonil pentakarbonil je crveno-narandžasta tečnost pripremljena direktno iz jedinjenja fino podeljenog gvožđa i gasa ugljen-monoksida pod pritiskom.
- Tehnecijum[] sestamibi se koristi za snimanje srčanog mišića u nuklearnoj medicini.

### Razlikovanje od koordinacionih jedinjenja sa organskim ligandima
Mnogi kompleksi karakterišu koordinacione veze između metala i organskih liganda. Kompleksi u kojima organski ligandi vezuju metal preko heteroatoma kao što je kiseonik ili azot smatraju se koordinacionim jedinjenjima (npr. hem A i ). Međutim, ako bilo koji od liganada formira direktnu vezu metal-ugljenik (M-C), onda se kompleks smatra organometalnim. Iako IUPAC nije formalno definisao termin, neki hemičari koriste termin „metalorganski“ da opišu svako koordinaciono jedinjenje koje sadrži organski ligand bez obzira na prisustvo direktne M-C veze.
Status jedinjenja u kojima kanonski anjon ima negativan naboj koji se deli između (delokalizovanog) atoma ugljenika i atoma koji je elektronegativniji od ugljenika (npr. enolati) može da varira u zavisnosti od prirode anjonskog dela, jona metala i eventualno medijuma. U nedostatku direktnih strukturnih dokaza za vezu ugljenik-metal, takva jedinjenja se ne smatraju organometalnim. Na primer, litijum enolati često sadrže samo Li-O veze i nisu organometalni, dok enolati cinka (reagensi Reformatskog) sadrže i Zn-O i Zn-C veze i organometalne su prirode.
Struktura i svojstva

### Struktura i svojstva
Veza metal-ugljenik u organometalnim jedinjenjima je generalno visoko kovalentna. Za visoko elektropozitivne elemente, kao što su litijum i natrijum, ugljenični ligand pokazuje karbanjonski karakter, ali slobodni anjoni na bazi ugljenika su izuzetno retki, na primer cijanid.
Većina organometalnih jedinjenja su čvrste materije na sobnoj temperaturi, međutim neka su tečnosti kao što je metilciklopentadienil mangan trikarbonil, ili čak isparljive tečnosti, kao što je nikl tetrakarbonil. Mnoga organometalna jedinjenja su osetljiva na vazduh (reaktivna na kiseonik i vlagu), te se njima mora rukovati u inertnoj atmosferi. Neka organometalna jedinjenja kao što je trietilaluminijum su piroforna i pale se u kontaktu sa vazduhom.

## Koncepti i tehnike
Kao i u drugim oblastima hemije, brojanje elektrona je korisno za organizovanje organometalne hemije. Pravilo 18 elektrona je od pomoći u predviđanju stabilnosti organometalnih kompleksa, na primer metalnih karbonila i metalnih hidrida. Međutim, mnoga organometalna jedinjenja ne poštuju pravilo 18e. Atomi metala u organometalnim jedinjenjima se često opisuju njihovim d-elektronskim brojem i oksidacionim stanjem. Ovi koncepti se mogu koristiti za pomoć u predviđanju njihove reaktivnosti i željene geometrije. Hemijsko vezivanje i reaktivnost u organometalnim jedinjenjima se često raspravlja iz perspektive izolobalnog principa.
Za određivanje strukture, sastava i svojstava organometalnih jedinjenja koristi se širok spektar fizičkih tehnika. Difrakcija rendgenskih zraka je posebno važna tehnika koja može da locira položaj atoma unutar čvrstog jedinjenja, pružajući detaljan opis njegove strukture. Druge tehnike kao što su infracrvena spektroskopija i spektroskopija nuklearne magnetne rezonance se takođe često koriste za dobijanje informacija o strukturi i vezivanju organometalnih jedinjenja. Ultraljubičasta vidljiva spektroskopija je uobičajena tehnika koja se koristi za dobijanje informacija o elektronskoj strukturi organometalnih jedinjenja. Takođe se koristi za praćenje toka organometalnih reakcija, kao i za određivanje njihove kinetike. Dinamika organometalnih jedinjenja može se proučavati korišćenjem dinamičke NMR spektroskopije. Druge značajne tehnike uključuju apsorpcionu spektroskopiju rendgenskih zraka, spektroskopiju elektronske paramagnetne rezonance i elementalnu analizu.
Zbog njihove visoke reaktivnosti na kiseonik i vlagu, organometalnim jedinjenjima se često mora rukovati bezvazdušnim tehnikama. Rukovanje organometalnim jedinjenjima u odsustvu vazduha obično zahteva upotrebu laboratorijskih aparata kao što su kutija sa rukavicama ili Šlenkova linija.

## Istorija
Rani razvoji u organometalnoj hemiji uključuju sintezu jedinjenja metil arsena koja su srodna sa kakodilom Luja Kloda Kadeta, kompleks platine i etilena Vilijama Kristofera Zajza, otkriće dietil- i dimetilcinka Edvarda Franklanda, otkriće  Ludviga Monda, i organomagnezijumska jedinjenja Viktora Grinjara. (Iako nije uvek priznato kao organometalno jedinjenje, prusko plavo, kompleks gvožđa mešovite valence i cijanida, prvi je pripremio 1706. godine proizvođač boja Johan Jakob Disbah kao prvi koordinacioni polimer i sintetički materijal koji sadrži vezu metal-ugljenik.) Obilni i raznovrsni proizvodi iz uglja i nafte doveli su do Cigler-Nata, Fišer-Tropšovog, katalatora hidroformilacije koji koristi CO, H2 i alkene kao sirovine i ligande.
Prepoznavanje organometalne hemije kao posebnog podpolja kulminiralo je Nobelovim nagradama Ernstu Fišeru i Džefriju Vilkinsonu za rad na metalocenima. Godine 2005, Iv Šovin, Robert Grabs i Ričard Šrok podelili su Nobelovu nagradu za olefinsku metatezu katalizovanu metalom.

## Organometalike
- Elementi 2. periode: hemija organolitijuma, hemija organoberilijuma, hemija organobora,
- Elementi 3. periode: hemija organomagnezijuma, hemija organoaluminijuma, hemija organosilicijuma
- Elementi 4. periode: hemija organotitanijuma, hemija organohroma, hemija organomangana hemija organogvožđa, hemija organokobalta hemija organonikla, hemija organobakra, hemija organocinka, hemija organogalijuma, hemija organogermanijuma
- Elementi 5. periode: hemija organorutenijuma, hemija organopaladijuma, hemija organosrebra, hemija organokadmijuma, hemija organoindijuma, hemija organokalaja
- Elementi 6. periode: hemija organolantanida, hemija organoosmijuma, hemija organoiridijuma, hemija organoplatine, hemija organozlata, hemija organožive, hemija organotalijuma, hemija organoolova

## Literatura
- Crabtree, Robert H. (2005). The Organometallic Chemistry of the Transition Metals. Wiley. стр. 560. ISBN 978-0-471-66256-3. Архивирано из оригинала 14. 02. 2009. г. Приступљено 11. 09. 2013.
- Clayden, Jonathan; Greeves, Nick; Warren, Stuart (2012). Organic Chemistry. Oxford: Oxford University Press. ISBN 978-0-19-927029-3.
- Elschenbroich, Christoph (2016). Organometallics. John Wiley & Sons. ISBN 978-3-527-80514-3.
- Gupta, B. D; Elias, A J (2013). Basic Organometallic Chemistry: Concepts, Syntheses, and Applications of Transition Metals. Hyderabad: Universities Press. ISBN 978-81-7371-709-3. OCLC 903314566.
- Jenkins, Paul R. (1992). Organometallic Reagents in Synthesis. Oxford University Press. ISBN 978-0-19-855666-4.
- Leeuwen, Piet W. N. M. van (2005). Homogeneous Catalysis: Understanding the Art. Springer Science & Business Media. ISBN 978-1-4020-3176-2.
- Lippard, Stephen J.; Berg, Jeremy Mark (1994). Principles of Bioinorganic Chemistry. University Science Books. ISBN 978-0-935702-73-6.
- Pearson, Anthony J (1985). Metallo-organic chemistry. Wiley. OCLC 1200566627.
- Shriver, Duward; Weller, Mark; Overton, Tina; Armstrong, Fraser; Rourke, Jonathan (2014). Inorganic Chemistry. W. H. Freeman. ISBN 978-1-4292-9906-0.

## Spoljašnje veze
- Архивирано на веб-сајту  (25. јун 2006)